# BFグッドリッチ
BFグッドリッチ（英語: BFGoodrich）は、フランスの多国籍企業ミシュランの自動車用タイヤのブランドの一つ。元々は、アメリカ合衆国の産業コングロマリットであるB.F.グッドリッチ・カンパニーの一部門として、自動車用タイヤを製造しており、その後、ユニロイヤルとの合併を経て、1990年にミシュランに買収され、同社のブランドとなった。買収される前、BFグッドリッチは、アメリカ合衆国で初めてラジアルタイヤを製造したメーカーであった。このタイヤは、ウィントン・モーター・キャリッジ・カンパニーの新型車のために製造されたものであった。
この他にも、BFグッドリッチのタイヤは下記の歴史的な車両に装着されていた。
- 1903年にアメリカ合衆国を横断した車両に装着されていた。
- 1927年にチャールズ・リンドバーグが無寄港大西洋横断飛行を行ったスピリットオブセントルイス号に装着されていた。
- スペースシャトル・コロンビアのランディングギアにBFグッドリッチのタイヤが使われていた[1]。

BFグッドリッチは、様々な自動車レースの車両に装着されており、バハ1000では28回の総合優勝、パリ・ダカール・ラリーでは13回勝利している。
日本ではミシュランブランドのタイヤと同じく、日本ミシュランタイヤ株式会社が販売を担っている。

## 歴史
1870年に、ベンジャミン・フランクリン・グッドリッチ（英語: Benjamin Franklin Goodrich）博士によって、B.F.グッドリッチ・カンパニー（英語: B.F. Goodrich Compary）が創業された。この会社が、後にBFグッドリッチ（英語: BFGoodrich）として知られるようになる。このB.F.グッドリッチ・カンパニーは、アパラチア山脈西部地域で、最初のゴム製タイヤメーカーの一つである。創業の前年、グッドリッチはハドソン・リバー・ラバー・カンパニー（英語: Hudson River Rubber Company）を買収していた。オハイオ州アクロンに本社を構え、B.F.グッドリッチ・カンパニーは、主に消防用のホースとして販売されるゴム製のホースメーカーとして、事業を開始した。また、これに加えて、近代的な自動車で使われるサーペンタインベルト（ファン・ベルト）によく似たゴム製ベルトの製造も行っていた。会社が成長すると、自転車用の空気タイヤの製造を開始しており、このことが最終的に1896年の、自動車用空気タイヤの製造につながっていくことになる。そして、BFグッドリッチは、アメリカ合衆国で初めて自動車用空気タイヤを製造したメーカーとなった。
BFグッドリッチは、20世紀初頭のアメリカ合衆国で、唯一のタイヤメーカーという訳ではなかった。競合他社には、グッドイヤー（英語: Goodyear）、ファイアストン（英語: Firestone）、ゼネラル（英語: General）、ユニロイヤル（英語: Uniroyal）といったメーカーが存在していた。広範囲にわたる調査とタイヤ外装評価や寿命評価のような科学的手法によって、BFグッドリッチは、当時この分野でのリーディング・カンパニーであった。ヘンリー・フォードが創業したフォード・モーターは、1903年発売のフォード・モデルAの新車装着タイヤにBFグッドリッチのタイヤを選んでいる。同年、このフォード・モデルAは、BFグッドリッチのタイヤを履いて、アメリカ合衆国東部からアメリカ合衆国西部へと横断した初めての自動車となった。このことは、BFグッドリッチを著名な名前となった。その後、B.F.グッドリッチ・カンパニーは、1988年にタイヤ製造から撤退し、タイヤ事業は短期間のユニロイヤルとの合併期間を経て、タイヤ事業とBFグッドリッチのブランドと併せてミシュランに売却された。

## 技術革新
アメリカ合衆国における最初の自動車用空気圧タイヤメーカーであることとは別に、BFグッドリッチは、ゴム巻きゴルフボール、最初の与圧宇宙服を導入したり、合成ゴムを使用した企業であると記録されている。重要な功績であるが、これらの技術革新は、タイヤ製造と比較するとあまり知られていない。
1947年、BFグッドリッチはアメリカ合衆国で初めてチューブレス・タイヤを開発した。このチューブレス・タイヤではタイヤ内のチューブが不要となり、性能と安全性を高めたうえで、車の乗り心地も向上させた。
BFグッドリッチは、1965年にアメリカ合衆国で初めてラジアルタイヤを製造した。この技術革新により、タイヤはより安全になり、高寿命化と道路の段差による飛び跳ねをより低減させた。2年後の1967年には、初期のランフラットタイヤの特許を取得している。この技術により、タイヤがパンクした際、すぐにタイヤがつぶれることを避けることで、緊急時も走り続けることができるようになった。
1933年には、BFグッドリッチはPFフライヤーズの靴も製造している。

## 航空事業
1909年、BFグッドリッチのタイヤがカーティスの飛行機に装着され、航空機タイヤ市場にBFグッドリッチが参入する契機となった。特筆すべき出来事としては、BFグッドリッチのタイヤが装着された航空機が、ランスで開催された最初の航空機レースで、75km/hの記録をうち立ってている。BFグッドリッチのタイヤは、チャールズ・リンドバーグの航空機であるスピリットオブセントルイス号にも装着されており、リンドバーグが大西洋単独無着陸飛行の際にも装着されていた。
1934年、BFグッドリッチは、与圧服の試作品を製造し、高高度でウィリー・ポストが着用して飛行を行った。この最初の試作品は、ほとんどゴムで製造されており、金属製ヘルメットと腰紐が用いられた。この試作与圧服は、最初のテストでは与圧されていたが、期待に反して与圧を維持することができなかった。このコンセプトを改良し、2着目の試作品が制作された。ヘルメットは最初のものと同じものが使用されたが、2着目の試作品は、期待通り与圧を維持することができた。この2着目の試作品は、少なくとも与圧を維持できるという点で成功であった。ただ、この与圧服は、ポストの体の周りで縮み、切断して脱ぐ必要があった。翌1935年、別の試作品が制作され、この与圧服がアメリカ合衆国で最初の実用与圧服であるとされる。ポストの飛行機、ウィニー・メー号で、ポストは約50,000フィートの高度での飛行を可能とし、現代の航空機開発への道を開拓した。更に、この飛行の際に彼はジェット気流を発見している。
1946年、BFグッドリッチはヘイズ・インダストリーズの航空機、ホイール、そしてブレーキ部門を買収している。

## かつてのレーシング活動
BFグッドリッチは、彼らのパフォーマンス、レースの発展とその成果も知られていた。このルーツは古く、1914年にまで遡ることができる。同年のインディアナポリス500の優勝車にBFグッドリッチのタイヤが装着されていた。これは、後のバハ1000、パリ＝ダカール・ラリー、世界ラリー選手権や、その他多くの権威ある自動車レースでの勝利の始まりであった。
BFグッドリッチは、1973年からアメリカ合衆国のオフロードレース活動を開始しているが、それからわずか20年後、このアメリカのブランドは、初めて世界で最も長く過酷とされるクロスカントリーラリーであるパリ＝ダカール・ラリーに参戦した。そして、2002年のパリ＝ダカール・ラリーから、BFグッドリッチは同ラリーの公式スポンサー、タイヤの独占パートナーとなり、すべての参加者にプレミアムタイヤの供給と、ラリー期間中のレーシングサービスを提案した。

## オフロードタイヤ
BFグッドリッチは、オールテレーンT/A（All-Terrain T/A）とマッドテレーンT/A（Mud-Terrain T/A）を製造販売している。独自のトレッドデザインと、タイヤのサイドウォールのホワイトレターにより、これらのタイヤは特にオフロード愛好家の間での地位を強固なものとした。これらのタイヤの主な用途は、ピックアップトラックやクロスオーバーSUVで主に使用されている。

## ラインナップ

### 日本で販売されているラインナップ
- オールテレーンT/A KO2 (All-Terrain T/A KO2)
SUV、四輪駆動車向けのオールテレーンタイヤ[7]。オフロード性能だけでなく、オンロード性能も両立するタイヤとされる[7]。2015年7月に前モデルのオールテレーンT/A KO (All-Terrain T/A KO)に代わって発売された2代目モデルである[8]。また、オールシーズンタイヤでもあり、マッド+スノーマーク（M+Sマーク）及びスノーフレークマークが刻印されており、冬用タイヤ規制内も走行可能である[7][9]。

- マッドテレーンT/A KM3 (Mud-Terrain T/A KM3)
クロスカントリー向けのマッドテレーンタイヤ[10]。オフロード性能を重視したタイヤで、BFグッドリッチは自社製品の中で最もオフロード性能を重視しているとしている[10]。2018年7月に前モデルのマッドテレーンT/A KM2 (Mud-Terrain KM2)に代わって発売された[11]。マッド+スノーマーク（M+Sマーク）は刻印されているものの、スノーフレークマークが刻印されておらず、冬用タイヤ規制内走行はできない[10]。

- マッドテレーンT/A KM2 (Mud-Terrain T/A KM2)
クロスカントリー向けのマッドテレーンタイヤ[12]。マッドテレーンT/A KM3の前モデル。2022年10月現在、1サイズのみカタログに記載されている[12]。

- トレールテレーンT/A (Trail-Terrain T/A)
SUV、四輪駆動車向けのオールテレーンタイヤ[13]。舗装路を重視ししつつ、オフロード性能も両立させたタイヤとされ、オールテレーンT/Aよりも舗装路での性能と快適性を重視している[13][14]。ただし、オールテレーンT/AやマッドテレーンT/Aとは異なり、岩場（ロック）のようなシリアスオフロードでの走行は想定されていない[14]。2022年2月に新たに発売された[15]。オールテレーンT/Aと同じくオールシーズンタイヤでもあり、マッド+スノーマーク（M+Sマーク）及びスノーフレークマークが刻印されており、冬用タイヤ規制内も走行可能である[13][14][9]。

- ラジアルT/A (Radial T/A)
乗用車向けタイヤであり、マッスルカーやクラシックカー向けのドレスアップタイヤとされる[16]。1970年に初めて発売された扁平率50%のタイヤモデルを源流とし、改良を施したモデルとされる[16]。日本では、2018年より販売が開始された[17]。

### 日本では販売されていないラインナップ
- Advantage Control[18]
- Advantage T/A Sport LT[19]
- Commercial T/A All Season 2[20]
- G-Force Comp-2 A/S Plus[21]
- G-Force Comp-2[22]
- G-Force Rival S[23]
- Mud-Terrain T/A KM3 UTV[24]